# John Green
John Michael Green (* 24. srpna 1977 Indianapolis, Spojené státy) je americký spisovatel a vloger. V roce 2006 získal za své první dílo Hledání Aljašky Cenu Michaela L. Printze. Jeho román Hvězdy nám nepřály z ledna 2012 se umístil na vrcholu žebříčku bestsellerů deníku The New York Times. V roce 2014 byl podle knižní předlohy natočen stejnojmenný film, ve kterém se v jedné ze scén objevil i sám autor. Doposud napsal Green sedm knih: kromě výše uvedených jsou to Papírová města (filmová verze byla do kin uvedena v roce 2015), Příliš mnoho Kateřin, Will Grayson, Will Grayson (společně se spisovatelem Davidem Levithanem), Sněží, sněží... (soubor tří vánočních povídek, spolu s Lauren Myracleovou a Maureen Johnsonovou) a zatím poslední Jedna želva za druhou. Do češtiny všechny knihy přeložila Veronika Volhejnová.
Green je nejen světoznámý spisovatel, ale patří i k nejznámějším osobnostem na YouTube. V roce 2007 John Green spolu se svým bratrem Hankem založili kanál VlogBrothers. Od té doby John a Hank zavedli projekty jako Project for Awesome nebo VidCon a vytvořili jedenáct online sérií včetně vzdělávacího programu Crash Course, kde publikují videa z oblasti historie, literatury, přírodních a humanitních věd.
V roce 2014 ho časopis Time zařadil mezi 100 nejvlivnějších lidí světa. Green je díky rychlému vzestupu popularity a osobitému hlasu považován za spouštěče významného obratu v literatuře pro mládež (tzv. young adult). A. J. Jacobs z The New York Times ve své recenzi románu Winger od Andrewa Smithe použil termín „GreenLit“. Označil tak young adult knihy, v nichž je možné najít „vybroušené dialogy, nedokonalé dospělé vzory, občasné popíjení alkoholu, neopětovanou lásku a jeden či víc srdceryvných zvratů.“ Podle Wall Street Journal Greenovi „někteří připisují nastolení nové zlaté éry současné realistické literatury pro mládež, která nastala po více než desetileté dominanci knih o mladých čarodějích, třpytivých upírech a dystopiích. Pokud se na obálce nějaké knihy či na Twitteru objeví Greenovo doporučení, často proběhne internetovými vodami a navýší prodeje. Knižní blogeři tomu přezdívají „efekt Johna Greena“.“ Zareen Jafferyová, která má v nakladatelství Simon & Schuster Books na starosti literaturu pro mládež, říká: „Takzvaný efekt Johna Greena mě baví zejména proto, že znovu propukl zájem o autentické, opravdové postavy, s nimiž se čtenář může snadno ztotožnit.“
John Green žije v americkém městě Indianopolis se svou manželkou Sarah, synem Henrym a dcerou Alicí.

## Osobní život
John Green se narodil v Indianapolis ve státě Indiana Mikeovi a Sydney Greenovým. Tři měsíce po jeho narození se rodina přestěhovala do Michiganu a později do Birminghamu v Alabamě a nakonec do Orlanda na Floridě. Green chodil na střední školu Indian Springs v Alabamě, která později inspirovala jeho první román Hledání Aljašky. Green mluvil o své zkušenosti se šikanou, která mu velice znepříjemnila léta dospívání. Vystudoval angličtinu a religionistiku na Kenyon College.
Po promoci Green pět měsíců pracoval jako kaplan v dětské nemocnici ve městě Columbus v Ohiu. Původně se chtěl stát episkopálním knězem, ale jeho zkušenosti s prací v nemocnici (setkával se s dětmi, které trpěly smrtelnými nemocemi) ho přivedly ke kariéře spisovatele. Později se k tomutu tématu vrátil v románu Hvězdy nám nepřály.
Několik let žil Green v Chicagu, kde pracoval pro kritický časopis Booklist a v mezičase pracoval na Hledání Aljašky. Později Green žil v New Yorku, kde studovala jeho manželka Sarah Uristová Greenová. Pár měl svatbu 21. května 2006. Ve videích na kanálu VlogBrothers se o Sarah mluví jako o „Yeti“, protože se odmítala objevovat v záběru. Objevila se na YouTube ve videochatu s prezidentem Obamou, během něhož se prezidenta zeptala, jestli mají s manželem pojmenovat svou nenarozenou dceru Eleanor nebo Alice.
Green má obsedantně-kompulzivní poruchu a svým potížím týkajícím se duševního zdraví se na YouTube zevrubně věnuje. Jde mu o destigmatizaci duševních poruch. Hrdinka jeho poslední knihy Jedna želva za druhou rovněž trpí OCD. Green dlouhodobě podporuje uprchlíky. Nechal se slyšet, že „pokud sdílíte mé náboženské přesvědčení, není žádných pochyb, jak Ježíš pohlíží na chudé, bezprizorní a uvězněné.“

## Dílo
Greenův první román Hledání Aljašky vyšel v roce 2005 (č. 2013, Knižní klub). Je to příběh zasazený do prostřední střední školy, při jehož psaní se Green inspiroval svými zkušenostmi ve škole Indian Springs. Kniha získala Cenu Michaela L. Printze, kterou Americká knihovnická asociace (ALA) každoročně uděluje „nejlepší knize napsané pro teenagery, posuzováno podle literární hodnoty“. Společnost Paramount koupila filmová práva a najala jako scenáristu a režiséra Joshe Schwartze, ale o pět let později, když se stále nic nedělo, Green svým fanouškům oznámil, že přestože on si scénář „zoufale zamiloval“, společnost Paramount o něj moc zájmu nejeví. V květnu 2018 Green oznámil fanouškům, že podle knihy vznikne seriál na televizní stanici Hulu.
Greenova druhá kniha Příliš mnoho Kateřin (2006, č. 2015, Knižní klub) byla jedním z finalistů Ceny Michaela L. Printze.
Green spolu se dvěma dalšími spisovatelkami YA literatury, Lauren Myracleovou a Maureen Johnsonovou, napsal povídkový soubor Sněží, sněží... (2008, č. 2015, YOLI). Knihu tvoří tři propojené povídky, včetně Greenovy povídky Vánoční zázrak. Všechny tři příběhy se odehrávají v tom samém městečku během silné sněhové bouře.
Greenova třetí knihy Papírová města vyšla v roce 2008 (č. 2014, Knižní klub). Na motivy knihy byl v roce 2015 natočen stejnojmenný film.
Poté Green spolu se svým kamarádem, YA spisovatelem Davidem Levithanem, napsali román Will Grayson, Will Grayson (2010, č. 2016, YOLI). Kniha byla jedním z finalistů ve dvou literárních cenách udělovaných Americkou knihovnickou asociací: Stonewall Book Award (za vynikající počin v LGBT literatuře pro děti a mládež) a Odyssey Award (za vynikající počin v produkci audioknih).
V srpnu 2009 Green oznámil, že píše novou knihu s názvem The Sequel (Druhý díl), nikdy ji však nedokončil. Jeho šestá kniha Hvězdy nám nepřály (č. 2013, Knižní klub) vyšla v lednu 2012. Green uvedl, že několik částí z The Sequel bylo do tohoto románu zahrnuto. Jednou z inspirací příběhu byla nerdfighterka Esther Earlová, která v šestnácti letech zemřela na rakovinu. Green podepsal celý první náklad (150 000 výtisků). Podle knihy byl v roce 2014 natočen úspěšný film stejného jména se Shailene Woodley a Anselem Elgortem v hlavní roli.
Přestože měly jeho knihy především pozitivní kritické ohlasy, Green mluvil o několika chybách, které v nich zpětně našel. V odpověď na tweet od fanouška se například omluvil za to, že v Papírových městech použil slovo retarded (retardovaný), a uvedl: „Ano, lituju toho. Tehdy jsem si myslel, že má autor odpovědnost zobrazovat jazyk tak, jak se užívá, ale teď... o osm let později už nemám pocit, že knize, která pojednává o polidšťování druhých, nějak prospěl odlidšťující jazyk.“ A dodal: „Ve filmu to slovo není, a už ho nikdy nepoužiju v knize ani jinde.“
V září 2015 Green oznámil, že si dává pauzu od sociálních médií, aby se mohl soustředit na svou další knihu. V srpnu 2016 uvedl, že v následujících deseti měsících omezí svoje veřejná vystoupení, aby mohl dokončit rukopis. V září ovšem Green na YouTube oznámil, že už možná žádnou další knihu nevydá, a svoje současné zkušenosti se psaním popsal jako „takový intenzivní nátlak, jako by mi lidi při psaní koukali přes rameno“. V červnu 2017 bylo zveřejněno, že Greenův další román Jedna želva za druhou (č. 2018, YOLI) bude vydána v říjnu 2017. Kniha se okamžitě po vydání ocitla na prvním místě žebříčku bestsellerů The New York Times. Hlavním tématem knihy je život s obsedantně-kompulzivní poruchou (ODC), s níž má Green rovněž osobní zkušenost.
| rok  | rok vydání v českém překladu | název knihy v originále    | název knihy v češtině      | překladatel/ka      | poznámky                                                |
| ---- | ---------------------------- | -------------------------- | -------------------------- | ------------------- | ------------------------------------------------------- |
| 2005 | 2013                         | Looking For Alaska         | Hledání Aljašky            | Veronika Volhejnová |                                                         |
| 2006 | 2015                         | An Abundance of Katherines | Příliš mnoho Kateřin       | Veronika Volhejnová |                                                         |
| 2008 | 2014                         | Paper Towns                | Papírová města             | Veronika Volhejnová |                                                         |
| 2008 | 2015                         | Let it Snow                | Sněží, sněží…              | Veronika Volhejnová | Napsal spolu s Maureen Johnsonovou a Lauren Myracleovou |
| 2010 | 2016                         | Will Grayson, Will Grayson | Will Grayson, Will Grayson | Veronika Volhejnová | Napsal spolu s Davidem Levithanem                       |
| 2012 | 2012                         | The Fault in Our Stars     | Hvězdy nám nepřály         | Veronika Volhejnová |                                                         |
| 2017 | 2018                         | Turtles All the Way Down   | Jedna želva za druhou      | Veronika Volhejnová |                                                         |

## VlogBrothers
1. ledna 2007 založil John se svým bratrem Hankem kanál na Youtube zvaný VlogBrothers. Bratři se rozhodli, že spolu po dobu jednoho roku vůbec nebudou komunikovat pomocí textu, jen prostřednictvím videí, a odstartovali tak projekt Brotherhood 2.0 (Bratrstvo 2.0). Každý všední den jeden z nich přidal video. V červenci zveřejnil Hank video se svou písní „Accio Deathly Hallows“ (Accio Relikvie smrti), kde zpíval o tom, jak se těší na vydání posledního dílu Harryho Pottera. Video mělo velký úspěch a objevilo se dokonce i na přední stránce YouTube, což kanálu přineslo spoustu nových diváků. V posledním videu projektu bratři oznámili, že budou v natáčení videí pokračovat i nadále. V současné době zveřejňuje každý z bratrů jedno video týdně, John každé úterý. V květnu 2018 měl kanál přes tři miliony odběratelů.
Díky svým videím získali bratři rozsáhlou fanouškovskou základnu po celém světě. Její členové si říkají nerdfighteři. Mají slogan „Don't forget to be awesome“ (Nezapomeňte být úžasní). Nerdfighteři a bratři Greenovi se angažují v celé řadě huminitárních projektů, včetně každoročního Project for Awesome (Projekt za úžasnost), což je charitativní fundraisingová událost; dále webové stránky Kiva, kde lidé půjčují peníze lidem z rozvojových zemí, kteří chtějí začít s podnikáním; a charitativní organizice Foundation to Decrease World Suck (Nadace na snížení nanicovatosti světa), kterou bratři Greenové sami založili.
Kromě hlavního kanálu VlogBrothers bratři rozjeli i několik vedlejších projektů, např. Truth or Fail nebo HankGames.

## Další projekty

### Crash Course
Crash Course je kanál, který Green založil se svým bratrem Hankem. Jedná se o série krátkých vzdělávacích videí cílených na středoškolské studenty, ale vydělil se z ní další kanál zaměřený na mladší děti, Crash Course Kids. V roce 2012 dostali bratři na projekt grant od společnosti Google. Jednotlivé série videí se zabývají světovými dějinami, americkými dějinami, literaturou (tyto uvádí John), chemií, anatomií a fyziologií, biologií, ekologií, psychologií a filozofií (tyto uvádí Hank), astronomií, hrami, historií vesmíru, ekonomií, duševním vlastnictvím, fyzikou, dějinami filmu, mytologií, sociologií a počítačovou vědou (tyto uvádějí jiní lidé než bratři Greenovi).

### VidCon
VidCon je každoroční konference pro youtuberskou komunitu. První ročník se konal v roce 2010. Bratři Greenové ji začali pořádat kvůli nárůstu youtuberské komunity. Události se účastní mnoho populárních uživatelů YouTube, ale i jejich fanoušci, takže poskytuje prostor pro vzájemná setkání.

### Project for Awesome
V roce 2007 bratři Greenové představili charitativní událost Project for Awesome (P4A) (Projekt za úžasnost). Tradičně se koná 17. a 18. prosince. Po dobu těchto dvou dní uživatelé YouTube zveřejňují videa na podporu vybraných charitativních či neziskových organizací. V roce 2012 se vybralo celkem 483 466 amerických dolarů, což přesáhlo cílovou částku 100 000 dolarů. S každým dalším rokem podpora události narůstá a vybere se více peněz. V roce 2015 skončila celková částka na 1 546 384 dolarů. Peníze se vybírají prostřednictvím darů na stránce Indiego, kde mohou lidé věnovat peníze a výměnou za ně dostat drobnosti jako podepsané fotografie, knihy nebo jiné umění. Bratři Greenové také darují jeden cent za každý komentář, který někdo během události přidá k videu týkajícímu se projektu. Po celou dobu trvání projektu běží i živý stream, který uvádí John Green, Hank Green nebo další osobnosti z YouTube.

### Dear Hank & John
V červnu 2015 začali bratři Greenové s každotýdenním podcastem s názvem Dear Hank & John (Milý Hanku a Johne). Jedná se o „humoristický podcast o smrti“. Každá epizoda začíná tím, že John přečte vybranou krátkou báseň, poté bratři odpovídají na otázky, které jim zaslali jejich posluchači, a dávají jim „pochybné rady“. Podcast pokaždé uzavírají informace o dvou stálých tématech – Hank referuje o Marsu a John o svém oblíbeném britském fotbalovém týmu AFC Wimbledon.

### The Anthropocene Reviewed
V lednu 2018 rozjel Green nový sólový podcast s názvem The Anthropocene Reviewed (Recenze antropocénu). Recenzuje v něm věci, které vděčí za svou existenci antropocénu, období ovlivnění lidskou existencí. Mohou to být lidské výrobky jako dietní Dr Pepper, nebo přírodní druhy, jejichž osud byl ovlivněn lidskou existencí, jako např. berneška velká, nebo fenomény jako Halleyova kometa. V každé epizodě Green recenzuje dvě věci a dává jim hvězdičkové hodnocení.

### Mental Floss
Green patří k předním osobnostem YouTube kanálu časopisu Mental Floss.

### Filmová produkce
Green byl vedoucím producentem filmové verze Papírových měst. Dále bude produkovat film o vzniku fotbalového týmu AFC Wimbledon, který podporuje.